# 남진우 (희극인)
남진우(1974년 12월 16일 ~ )는 대한민국의 희극 배우이다.

## 학력
- 명덕고등학교
- 단국대학교 연극영화 학사

## 출연작

### 방송
- 《개그콘서트》 (KBS 2TV)
- 《쇼! 행운열차》 (KBS 2TV)
- 《아침마당 토요이벤트》 - 딩동 땡! 노래자랑, 떴다! 노래방 (KBS 1TV)
- 《기막힌 이야기 실제상황》 (MBN)